# Зарубки на згадку
«Зарубки на згадку» — радянський художній фільм 1973 року, знятий режисерами Миколою Гібу і Михайлом Ізраїлевим на кіностудії «Молдова-фільм».

## Сюжет
Фільм про повстанців-молдован, що боролися у 1930-ті роки проти королівської Румунії.

## У ролях
- Владислав Дворжецький — Петря Радукан
- Борис Зайденберг — Микола Жердан
- Олександр Сников — Сергій Жердан
- Жанна Мархевка — Ленуца
- Констанца Тирцеу — Марія Жердан
- В'ячеслав Шалевич — Олександр Шубарський
- Роман Хомятов — Олексій Гребу
- Віктор Соцкі-Войніческу — Ніконеску
- Анатолій Солоніцин — Ромус Чербуну
- Вацлав Дворжецький — Родеску
- Іон Аракелу — Сьомка
- Ігор Чирков — Кирилка
- Нісель Бродичанський
- Георгій Георгіу — Лейзер
- Ніна Доні — Домніка
- Домніка Дарієнко — Дар'я
- Васіле Зубку-Кодряну — залізногвардієць
- Думітру Карачобану — Стерпу
- Валеріу Купча — директор школи
- Олена Попенко — Анна, дружина Петрі
- Олександр Орлов — капітан жандармерії
- Васіле Райлян — Вере
- Тетяна Ткач — Іоанна
- Н. Бабич — епізод
- Хараламбіе Бердага — епізод
- Ісидор Бурдін — епізод
- І. Гавриличева — епізод
- Костянтин Константинов — епізод
- Юхим Лазарев — епізод
- Андрій Нагіц — працівник майстерень
- Антоніна Райляну — епізод
- В. Слободянюк — епізод
- Валерій Харченко — епізод
- Н. Хорхота — епізод
- Віктор Вибрієнко — молода людина у корчмі
- Валентина Гицак — епізод
- Ніколае Даріе — шпигун
- Микола Заплитний — жандарм
- Валеріу Каланча — епізод
- Людмила Падницька — епізод
- Юліан Пислару — епізод
- Мірче Соцкі-Войніческу — Іонеску
- Спіру Харет — епізод

## Знімальна група
- Режисери — Микола Гібу, Михайло Ізраїлев
- Сценарист — Василь Худяков
- Оператор — Леонід Проскуров
- Композитор — Євген Дога
- Художник — Антон Матер